# إبراهيم نجم الأسود
إبراهيم بك بن نجم بن إلياس الأسود (1885 - 1940) مؤرخ وحقوقي وصحفي وشاعر لبناني. ولد في برمانا من قضاء المتن. درس في بيروت، وأتقن التركية والفرنسية. عيّن مديرًا لمدرسة برمانا، ثم كاتبًا في دائرة التحقيق. تقدّم حتى كان مدعيًا عامًا لدى محكمة الاستئناف، ومن أعضاء مجلس الإدارة، فقائم مقام لقضاء الكورة، عام 1913. شغل عددا من الوظائف في دوائر الحكومة التركية في متصرفية جبل لبنان. دخل الصحافة منذ صغره، فأصدر مع إسكندر عمون جريدة أسبوعية مخطوطة باسم «لبنان». له عدة مؤلفات في التاريخ، وديوان شعر. توفي في بيروت. 

## سيرته
ولد إبراهيم بك بن نجم بن إلياس بن حنا الأسود سنة 1885 في برمانا (سنجق بيروت بولاية بيروت العثمانية) في عائلة من الروم الأرثوذكس. تعلم بها ثم في بيروت بالمدرسة الوطنية. فأتقن مع العربية التركية العثمانية والفرنسية. 

ثم عين إبراهيم الأسود مديرًا لمدرسة برمانا، ثم كاتبًا في دائرة التحقيق. وتقدم في مناصبه حتى عيّن مدعيًا عامًا لدى محكمة الاستئناف ومن أعضاء مجلس الإدارة، فقائم مقام لقضاء الكورة سنة 1913. 

دخل الصحافة منذ صغره فأصدر في المدرسة مع إسكندر عمون جريدة أسبوعية مخطوطة بعنوان «لبنان»،‌ ثم مال إلى تاريخ. كان عضوًا في المجلس الإداري اللبناني منذ عام 1885، كما كان عضوًا فخريًا في المجمع الدولي، وانتظم في جمعية الاتحاد والترقي، وجمعية الهلال الأحمر، إضافة إلى رئاسته لمجلس حزب العمال.

توفي إبراهيم الأسود سنة 1940 في بيروت.

## شعره
ذكر في معجم البابطين عنه «يدور شعره حول المدح والتهاني، وله شعر في الرثاء الذي اختص بجله زوجات بعض الوجهاء على زمانه، والأدباء من أمثال جبران خليل جبران، وغيره، إلى جانب رثاء طريف له في كنار من الطيور، كما كتب في الوصف الذي يذكر له فيه داليته المطولة في وصف لبنان: جماله الطبيعي، ومناظره الخلابة، ومائه، وهوائه، كما وصف جباله ووهاده، وله شعر في العتاب، يتميز بنفس شعري طويل ولغة طيعة، وخياله طليق، مع ميله إلى استثمار تقنية التضمين الشعري.» 

## جوائزه
نال المرتبة الأولى في عهد السلطان عبد الحميد، ولقب «بك» في عهد واصف باشا، كما أحرز الوسامين المجيدي والعثماني العاليين، إلى جانب حصوله على الوسام الذهبي الأول من مجمع التاريخ الدولي. 

## مؤلفاته
من كتبه:
- «ذخائر لبنان»، 1896
- «الرحلة الإمبراطورية في المماليك العثمانية»، 1898
- «دليل لبنان»، 1906
- «التحفة اللبنانية في قواعد اللغة العثمانية»
- «تنوير الأذهان في تاريخ لبنان»، أربعة مجلدات، 1925
- ديوان شعره، طبع سنة 1939 بعنوان «ديوان إبراهيم بك الأسود»

## وصلات خارجية
- في بوابة الشعراء